# Juan Álvarez Benítez

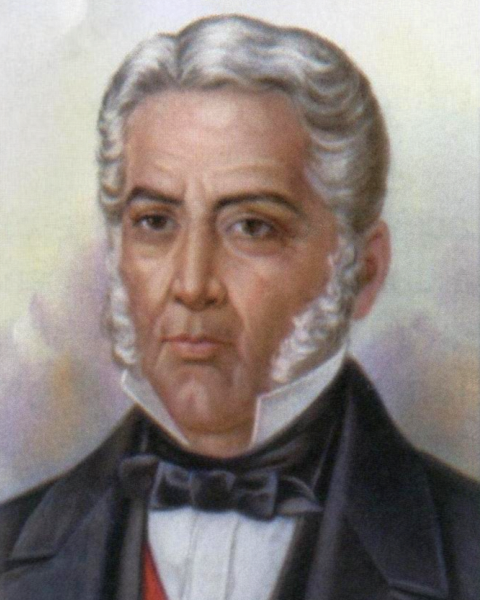
Juan Álvarez Hurtado

Juan Álvarez Hurtado (Atoyac, 27 januari 1790 – Mexico-Stad, 27 augustus 1867) was een Mexicaans politicus en militair. In 1855 en 1856 was hij een aantal maanden president van Mexico.
Tijdens de Mexicaanse Onafhankelijkheidsoorlog vocht hij aan de zijde van Morelos en later Guerrero. In 1854 was hij een van de aanstichters van de Revolutie van Ayutla. Na het slagen van deze Revolutie werd hij interim-president. Álvarez vormde een brug tussen de gematigde en liberale radicalen. Na de verkiezing van Ignacio Comonfort ontstond er dan ook onrust binnen de liberalen, wat uiteindelijk leidde tot de staatsgreep van Tacubaya in december 1857.
Álvarez bleef trouw aan de liberalen, en streed tijdens de Franse interventie aan de zijde van Benito Juárez.
- Biblioteca Nacional de España: XX1508439
- Gemeinsame Normdatei: 131850164
- International Standard Name Identifier: 0000 0000 2759 2916
- Library of Congress Control Number: n83004916
- Nationale Bibliotheek van Israël: 987007435660305171
- Nederlandse Thesaurus van Auteursnamen: 070233128
- SNAC: w6tt68tw
- Virtual International Authority File: 70073986
- WorldCat: E39PBJvtb3BgFqFpGqHwYcPxXd